# Гералтовічкі
Гералтовічкі (пол. Gierałtowiczki) — село в Польщі, у гміні Вепш Вадовицького повіту Малопольського воєводства.
Населення — 469 осіб (2011).

## Історія
У 1975-1998 роках село належало до Бельського воєводства, підпорядковувалося районній адміністрації у Вадовицях.

## Демографія
Демографічна структура станом на 31 березня 2011 року:
|          | Загалом | Допрацездатний вік | Працездатний вік | Постпрацездатний вік |
| -------- | ------- | ------------------ | ---------------- | -------------------- |
| Чоловіки | 255     | 60                 | 169              | 26                   |
| Жінки    | 214     | 40                 | 128              | 46                   |
| Разом    | 469     | 100                | 297              | 72                   |